# Древнескандинавский язык
Древнескандина́вский, или древнесе́верный язы́к (исл. fornnorræna, норв. norrønt språk) — язык северогерманской группы германской ветви индоевропейской языковой семьи. Пришёл на смену праскандинавскому языку приблизительно в VII веке. В XI веке викинги (варяги, норманны) и иные носители древнескандинавского языка проживали на обширной территории от Винланда (Америки) до Волги (вкрапления). К XV веку древнескандинавский язык развился в современные языки скандинавской группы (исландский, фарерский, норвежский, датский и шведский).
В средневековой Исландии на западном диалекте древнескандинавского была создана богатейшая литература, включающая «Эдду» и саги Снорри Стурлусона. В связи с тем, что почти все литературные памятники происходят из Исландии, письменный древнескандинавский язык часто называют древнеисландским.

## Самоназвание, территория, диалекты
В древнескандинавском выделялось три основных диалекта: восточный, западный и древнегутнийский:
- На западном диалекте древнескандинавского языка (англ. Old West Norse) говорили в Норвегии и Исландии, а также в поселениях скандинавов на территории Ирландии, Шотландии, острова Мэн, в норвежских поселениях Нормандии. В русскоязычных источниках этот диалект часто называется древнеисландским, реже — древненорвежским языком.
- Восточный диалект (англ. Old East Norse) использовался в Дании, Швеции, в варяжских поселениях на территории Руси, в восточной Англии и в датских поселениях Нормандии. В XIV веке завершилось длившееся несколько веков завоевание шведами Финляндии, в результате которого там обосновалось шведское меньшинство[2].
- На древнегутнийском говорили на острове Готланд и в нескольких колониях на востоке. Древнегутнийский иногда относят к восточным диалектам, однако в нём можно найти и собственные черты, не характерные для двух других диалектов.

Восточный и западный диалекты формировали диалектный континуум без чёткой географической границы. Так, например, черты, характерные для восточного диалекта, обнаруживаются в восточной Норвегии, хотя древненорвежский входил в число западных диалектов. И наоборот, черты, характерные для западных диалектов, найдены в Швеции. 
В древнеисландских памятниках встречается упоминание «датского языка» (др.-исл. dǫnsk tunga) как общее название языков народностей Скандинавии в период примерно с 800 по 1050 гг. В XII веке исландский свод законов «Грагас» сообщает, что шведы, норвежцы, даны и исландцы говорят на одном языке — «dǫnsk tunga» («датский язык»); носители восточного диалекта древнескандинавского сказали бы «dansk tunga». Для обозначения западного диалекта языка использовалось также название norrœnt mál («северная речь»).

## Эволюция
Приблизительно во II веке нашей эры от прагерманского языка (предка всех групп германской ветви индоевропейской семьи) отделился праскандинавский язык, о котором нам известно главным образом благодаря кратким руническим надписям старшего футарка. Иногда праскандинавский язык рассматривается в качестве северо-западного диалекта прагерманского языка, так как по сохранившимся надписям существенные различия между ними выявить затруднительно.
К VIII веку окончательно складывается самостоятельный древнескандинавский язык. В средневековых источниках можно найти указания на то, что в Раннем Средневековье сохранялась определённая взаимопонятность между носителями древнескандинавского, древнесаксонского и древнеанглийского языков. В Скандинавии на протяжении этого периода сохраняется общий диалектный континуум: различия в говорах не препятствовали носителям языка в общении.
После переселения скандинавов в Исландию и на Фарерские острова (конец VIII века) между речью островитян и жителей континентальной Скандинавии стали нарастать различия. Это привело к образованию двух групп диалектов: западноскандинавской и восточноскандинавской. В целом до конца эпохи викингов (около 1050 г.) различия внутри скандинавских диалектов не были значительными.
С рубежа XII—XIII веков датский диалект стал испытывать влияние немецкого языка, которому способствовали отношения с Ганзейским союзом. Это, а также географическое разделение и множество локальных изменений привели в середине-конце XIV века к сепарации диалектов. Норвежский лингвист Арне Торп определяет XIII—XV века как отдельный переходный этап развития древнескандинавского языка.
Окончательное разделение древнескандинавского на самостоятельные скандинавские языки принято относить к XV веку. В этом столетии письменный древнескандинавский по традиции продолжал широко использоваться, хотя уже не отражал устной речи скандинавских народов.

### Современные потомки
Потомками западного диалекта древнескандинавского языка являются западноскандинавские языки: исландский, фарерский, норвежский и вымерший язык норн, использовавшийся на Оркнейских и Шетландских островах. Потомками восточного диалекта древнескандинавского языка являются датский и шведский языки.
Хотя норвежский язык исторически является потомком западного диалекта, в течение долгого времени на его развитие оказывали сильное влияние восточноскандинавские языки, поскольку Норвегия находилась сначала под властью датчан (Кальмарская и датско-норвежская уния), а затем — шведов (шведско-норвежская уния). Также на датский, шведский и норвежский языки существенно повлиял средненижненемецкий язык во время господства Ганзейского союза на Балтийском море. Поэтому эти языки достаточно схожи с точки зрения орфографии, фонетики, лексики и грамматики, а между их носителями всё ещё сохраняется относительная взаимопонятность.
Среди всех скандинавских языков меньше всего за последнюю тысячу лет изменились исландский и фарерский, однако с тех пор как Фареры отошли Дании, фарерский также попал под влияние датского языка. Современный письменный исландский происходит из древнескандинавской фонемной письменной системы. Современные исландцы могут читать на древнеисландском, который лишь немного отличается порядком слов, правописанием и семантикой. Произношение, однако, особенно в части гласных фонем, изменилось как минимум настолько, насколько оно успело измениться в других скандинавских языках. Фарерский сохраняет множество схожих черт, хотя он испытал значительное влияние датского и норвежского.

### Влияние на другие языки
Слова, заимствованные из древнескандинавского, имеются во многих европейских языках: английском, нормандском, шотландском (как германском, так и кельтском), ирландском, русском, финском и эстонском.
В частности, английский язык заимствовал из древнескандинавского порядка 2000 слов. В области действия датского права на территории Англии большинство населения составляли скандинавы, поэтому там влияние было особенно значительным (с чем связывают утрату английским языком падежей и категории грамматического рода). В 2016 году было высказано предположение о том, что древнеанглийский язык на исходе своего существования был полностью замещён древнескандинавским, так как пришедший ему на смену среднеанглийский язык синтаксически ближе к древнескандинавскому, чем к англосаксонскому.
В русский язык из древнескандинавского пришли такие слова, как варяг (væringi), витязь (víkingr), кнут (knútr), скот (skattr), сельдь (síld), стяг (stǫng), ябеда (embætti), ларь (lárr), пуд (pund), крюк (krókr), якорь (akkeri), ящик (eski), ярус (jarðhús), через саамское посредство — акула (hákarl). Также древнескандинавское происхождение имеют распространённые в России имена Олег (Helgi) и Ольга (Helga), Игорь (Yngvarr), Глеб (Guðleifr), Аскольд (Höskuldr).

## Орфография
Впервые попытка нормализовать правописание древнескандинавского языка предпринята в начале XIX века Расмусом Раском. Среди вариантов нормализации, наиболее общепринятым в академических изданиях стал вариант, во многом основанный на положениях «Первого грамматического трактата» XII века с адаптацией под орфографию эпохи расцвета древнеисландской литературы середины XIII века. Самой значительной его особенностью стало то, что было отмечено нефонематическое различие между звонкими и глухими зубными фрикативными [θ] [ð]. Как отмечено выше, долгие гласные отмечены знаком акута. Большинство других букв пишется теми же символами, что и в алфавите МФА, за исключением нижеследующих:
| + Буквы, не совпадающие с символами МФА |             |                |
| IPA                                     | Стандартный | Альтернативный |
| ɔ                                       | ǫ           | ö              |
| æː                                      | æ           |                |
| œ                                       | ø           | ö              |
| øː                                      | œ           | ǿ              |
| θ                                       | þ           |                |
| w                                       | v           |                |

## Лингвистические черты

### Фонология

#### Гласные
Долгота гласных в древнескандинавском языке имела смыслоразличительное значение; противопоставлены краткие и долгие гласные. В орфографии долгие гласные отмечают знаком акута.
|                        | Передний ряд | Передний ряд | Передний ряд | Передний ряд | Задний ряд | Задний ряд |
| Неогубленные           | Неогубленные | Огубленные   | Огубленные   |              | Задний ряд | Задний ряд |
| ---------------------- | ------------ | ------------ | ------------ | ------------ | ---------- | ---------- |
| Верхнего подъёма       | i            | iː           | y            | yː           | u          | uː         |
| Среднего подъёма       |              | eː           | œ            | øː           | o          | oː         |
| Средне-нижнего подъёма | ɛ            |              |              |              | ɔ          | ɔː         |
| Нижнего подъёма        | ɛ            | æː           |              |              | ɑ          | ɔː         |

#### Согласные
Древнесеверный язык имеет семь глухих согласных. Из них в начале слова фонема /p/ используется редко, а фонемы /d/ и /b/ не используются между гласными, так как их прагерманские интервокальные аллофоны перешли в разряд аллофонов щелевых /θ/ и /f/ (следуя фонематическому разбиению, основанному на графике). Фонема /g/ выступает как велярный согласный звук [ɣ] кроме начала слова и случаев, когда он сдвоен. Фонемы /p/, /b/ — смычные глухой и звонкий соответственно.
|              | Губной | Зубной | Альвеолярный | Палатальный | Велярный | Глоттальный |
| ------------ | ------ | ------ | ------------ | ----------- | -------- | ----------- |
| Взрывной     | p b    |        | t d          |             | k ɡ      |             |
| Носовой      | m      |        | n            |             |          |             |
| Фрикативный  | f (v)  | θ (ð)  | s            |             | (x) (ɣ)  | h           |
| Аппроксимант | w      |        |              | j           |          |             |
| Плавный      |        |        | r l          |             |          |             |

Велярный фрикатив [x] мог являться аллофоном фонемы /h/, произносимым в сочетаниях hv [xw], hl [xl], hr [xɾ] и hn [xn] в словах навроде hvat «что», hlaupa «бежать», hringr «кольцо», hnakki «шея». [v] и [ð] — комбинаторные аллофоны фонем /f/ и /θ/.

### Грамматика
Древнескандинавский являлся высоко флективным языком. Большинство сложных грамматических форм сохранено в современном исландском языке.
Древнескандинавские существительные имеют три грамматических рода — мужской, женский и средний. Существительные, прилагательные и местоимения имеют четыре падежа : именительный, родительный, дательный и винительный, а также единственное и множественное число. Некоторые местоимения (первое и второе лицо) могут иметь двойственное число в дополнение к единственному и множественному.
Существует несколько классов существительных в каждом роде, ниже представлены примеры типичных парадигм:
| + Существительное мужского рода armr («рука») |                    |                     |
| Падеж                                         | Единственное число | Множественное число |
| Именительный                                  | armr               | armar               |
| Родительный                                   | arms               | arma                |
| Дательный                                     | armi               | ǫrmum               |
| Винительный                                   | arm                | arma                |

| + Существительное женского рода hǫll («зал») |                    |                     |
| Падеж                                        | Единственное число | Множественное число |
| Именительный                                 | hǫll               | hallir              |
| Родительный                                  | hallar             | halla               |
| Дательный                                    | hǫllu              | hǫllum              |
| Винительный                                  | hǫll               | hallir              |

| + Существительное среднего рода troll («напев»): |                    |                     |
| Падеж                                            | Единственное число | Множественное число |
| Именительный                                     | troll              | troll               |
| Родительный                                      | trolls             | trolla              |
| Дательный                                        | trolli             | trollum             |
| Винительный                                      | troll              | troll               |

Определённый артикль был выражен как суффикс, например troll (неопр.) — trollit (опр.), hǫll (неопр.) — hǫllin (опр.), armr (неопр.) — armrinn (опр.).
Глаголы спрягались в единственном и множественном числе, в настоящем и будущем времени, в показательном, обязательном и сослагательном наклонении.

## Корпус текстов
Самые старые сохранившиеся исландские тексты с использованием латинского шрифта относятся к XII веку. В средневековой Исландии была создана уникальная для Европы того времени (где в письменной речи обычно использовалась латынь) народная литература. Больше всего получили известность исландские саги, но кроме них сохранилось большое количество религиозной литературы, переводов рыцарских романов, классической мифологии, Ветхого Завета, а также учебных материалов, грамматических трактатов и официальных документов и писем.
За пределами Исландии памятники древнескандинавского языка в основном представлены скупыми руническими надписями, поэтому в русской традиции древнеисландский часто выступает представителем всех диалектов древнего скандинавского языка (если нет необходимости цитировать специально, к примеру, древнешведские формы).
Нижеследующий текст является отрывком из «Саги об Эгиле». Рукопись, из которой представлен данный отрывок, является самым старым сохранившимся списком этой саги, это так называемый «θ-fragment» XIII века. Текст чётко показывает, как незначительно изменился язык в сторону современного исландского языка. Последняя версия саги была написана на современном исландском языке. Текст, однако, демонстрирует, с какими трудностями перевода может столкнуться современный читатель.
| Дословный текст рукописи | Нормализованный текст с использованием древнеисландской грамматики | Современный исландский язык |
| --- | --- | --- |
| ÞgeiR blundr systor s egils v þar aþingino & hafði gengit hart at liþueizlo við þst. h bað egil & þa þstein coma ser t staðfesto ut þangat a myrar h bio aðr fyr suNan huit a fyr neþan blundz vatn Egill toc uel aþui. oc fysti þst at þr leti h þangat fa ra. Egill setti þorgeir blund niðr at ana brecko En stein fǫrði bustað siN ut yf lang á. & settiz niðr at leiro lǫk. En egill reið hei suðr anes ept þingit m flocc siN. & skilðoz þr feðgar m kęrleic | Þorgeirr blundr, systursonr Egils, var þar á þinginu ok hafði gengit hart at liðveizlu við Þorstein. Hann bað Egil ok þá Þorstein koma sér til staðfestu út þangat á Mýrar; hann bjó áðr fyrir sunnan Hvítá, fyrir neðan Blundsvatn. Egill tók vel á því ok fýsti Þorstein, at þeir léti hann þangat fara. Egill setti Þorgeir blund niðr at Ánabrekku, en Steinarr fœrði bústað sinn út yfir Langá ok settisk niðr at Leirulæk. En Egill reið heim suðr á Nes eptir þingit með flokk sinn, ok skildusk þeir feðgar með kærleik. | Þorgeir blundur, systursonur Egils, var þar á þinginu og hafði gengið hart að liðveislu við Þorstein. Hann bað Egil og þá Þorstein að koma sér til staðfestu út þangað á Mýrar; hann bjó áður fyrir sunnan Hvítá, fyrir neðan Blundsvatn. Egill tók vel á því og fýsti Þorstein, að þeir létu hann þangað fara. Egill setti Þorgeir blund niður að Ánabrekku, en Steinar færði bústað sinn út yfir Langá og settist niður að Leirulæk. En Egill reið heim suður á Nes eftir þingið með flokk sinn, og skildust þeir feðgar með kærleik. |